# ویسپوبیش
ویسپوبیش نام درختی اساطیری در اسطوره‌های ایرانی است.
این درخت در دریای فراخ‌کرت قرار دارد و آشیانهٔ سیمرغ بر آن است. نام ویسپوبیش در پارسی میانه به معنای «درمان همهٔ دردها» است و در کتاب اوستا آمده که همهٔ داروهای درمان‌بخش و همچنین تخم همهٔ گیاهان بر ویسپوبیش نهاده شده است. از این رو نام دیگر این درخت، در پارسی میانه، «ون جد بیش وس‌تخمگ» به معنی «اندوه‌زدای بسیارتخمه» است. واژهٔ ویسپوبیش به معنی ویسپو (همه)+ بیش (درد) است.
در مینوی خرد آمده که هرگاه سیمرغ از ویسپوبیش برخیزد هزار شاخه از آن درخت برویَد و چون بنشیند هزار شاخه از آن بشکند و تخم آن پراکنده شود.
در بندهشن آمده که تخم‌های موجود بر فراز ویسپوبیش را گاو یکتا آفریده و هر سال سیمرغ همهٔ آن تخم‌ها را از آن درخت می‌ریزد، در آن آب می‌آمیزد، هنگامی که تیشتر آب دریای فراخ‌کرت را برمی‌گیرد تخم‌های گیاهان را با خود به آسمان می‌برد و سپس بر روی همهٔ زمین می‌باراند.
اهورامزدا این درخت و تخم‌های آن را آفریده تا برای درمان هزار گونه بیماری آماده باشد.

## پس از اسلام
در ادبیات پس از اسلام این درخت را طوبی نامیدند. شهاب‌الدین سهروردی در کتابچه عقل سرخ می‌نویسد که درخت طوبی درختی بزرگ است در بهشت. هر میوه و ثمره که تو در جهان می‌بینی بر آن درخت است. سیمرغ آشیانه بر طوبی دارد. «بامداد سیمرغ از آشیان خود به‌در آید و پر بر زمین بازگستراند، از اثر پَر او میوه بر درخت پیدا شود و نبات بر زمین.»
یک کتاب ستاره‌شناسی کهن به نام تنکلوشا که ریشه در کتب اخترشناسی ساسانی دارد و ترجمه عربی آن به ما رسیده نیز ویسپویسش را تحت عنوان «طوبی» ذکر می‌کند و همان توصیفات اوستا را از این درخت بازگو می‌کند.